# Idioma kwasio
El idioma kwasio, también conocido como ngumba/mvumbo, bujeba, y gyele/kola, es un idioma de Camerún, hablado en el sur a lo largo de la costa y en la frontera con Guinea Ecuatorial por cerca de 70 000 miembros del pueblo ngumba, pueblo kwasio, pueblo gyele y pueblo mabi. Muchos autores ven el kwasio y el idioma gyele/kola como lenguas distintas. En el Ethnologue, los idiomas por lo tanto reciben diferentes códigos: Kwasio tiene el código ISO 639-3 nmg, mientras que el gyele tiene el código gyi. Los kwasios, ngumbas y mabis son agricultores de las aldeas; los gyeles (también conocidos como kolas o koyas) son nómadas pigmeos (cazadores-recolectores) que viven en la selva tropical.
Los dialectos son: kwasio (también conocido como kwassio, bisió), mvumbo (también conocido como ngumba, ngoumba, mgoumba, mekuk) y mabi (mabea). Los gyeles hablan los subdialectos de mvumbo, gyele en el norte y kola también conocido como koya en el sur, a veces giele, gieli, gyeli, bagiele, bagyele, bajele, bajeli, bogyel, bogyeli, bondjiel y likoya, bako, bakola, bakuele, también bekoe. El término peyorativo local para los pigmeos, babinga, también se usa. Glottolog agrega idioma shiwa.
El kwasio es una lengua tonal. Como lengua bantú, tiene un sistema de clasificación de sustantivos. El sistema de la clase del sustantivo del kwasio es algo reducido, habiendo conservado solamente 6 géneros (un género que es un emparejamiento de un singular y de una clase sustantiva plural).
El término "pueblo kola" (bakola) se usa también para los pigmeos de la región fronteriza del Congo-Gabón del norte, que hablan el idioma ngom.